# Say-légykapótirannusz
A Say-légykapótirannusz (Sayornis saya) a madarak (Aves) osztályának a verébalakúak (Passeriformes) rendjébe és a királygébicsfélék (Tyrannidae) családjába tartozó faj.

## Rendszerezése
A fajt Charles Lucien Jules Laurent Bonaparte francia ornitológus írta le 1825-ben, a Muscicapa nembe  Muscicapa saya néven.

## Alfajai
- Sayornis saya pallidus (Swainson, 1827)
- Sayornis saya quiescens Grinnell, 1926
- Sayornis saya saya (Bonaparte, 1825)

## Előfordulása
Kanada, az Amerikai Egyesült Államok, Mexikó területén honos. Kóborlásai során eljut Bermuda és Saint-Pierre és Miquelon szigeteire is. Természetes élőhelyei a füves puszták és cserjések, valamint szántóföldek és legelők. Vonuló faj.

## Megjelenése
Testhossza 17–19,5 centiméter, szárnyának fesztávolsága mintegy 33 centiméter.
|  |  |

## Életmódja
Főként ízeltlábúakkal táplálkozik, de néha gyümölcsöt is fogyaszt.

## Szaporodása
Általában sziklákra rakja csésze alakú fészkét. Fészekalja 3-6 tojásból áll, melyen 12-14 napig kotlik. A fiókák kirepülési ideje még 14-17 nap.
|  |

## Természetvédelmi helyzete
Az elterjedési területe rendkívül nagy, egyedszáma pedig növekszik. A Természetvédelmi Világszövetség Vörös listáján nem veszélyeztetett fajként szerepel.